# Stefan Dallinger
Stefan Dallinger (* 5. Dezember 1962 in Heidelberg) ist ein deutscher Verwaltungsjurist und Politiker (CDU). Dallinger ist seit 2010 Landrat des Rhein-Neckar-Kreises.

## Ausbildung und Beruf
Nach seinem Abitur in Weinheim studierte Dallinger Rechtswissenschaften an der Ruprecht-Karls-Universität Heidelberg. Er wurde 1991 als Referent für Abfallrecht an das Regierungspräsidium Karlsruhe berufen und übernahm 1995 die Leitung des Wasserrechtsamtes des Rhein-Neckar-Kreises. 

## Politische Karriere
1999 wurde er zum Ersten Bürgermeister der Stadt Schwetzingen gewählt und war dort für das Hauptamt, das Ordnungsamt sowie das Bauamt verantwortlich. 2002 kandidierte er für das Amt des Oberbürgermeisters in Weinheim, unterlag aber Heiner Bernhard. Von 2006 bis 2010 war er Verbandsdirektor des Verbandes Region Rhein-Neckar und gleichzeitig einer der beiden Geschäftsführer der Regionalentwicklungsgesellschaft Metropolregion Rhein-Neckar GmbH. 
Am 9. Februar 2010 wurde er vom Kreistag zum Landrat des Rhein-Neckar-Kreises gewählt und konnte sich dabei gegen den damaligen Oberbürgermeister von Sinsheim Rolf Geinert und den Bürgermeister von St. Leon-Rot Alexander Eger durchsetzen. Am 13. März 2018 wurde Dallinger gegen einen Gegenkandidaten von den Grünen für die folgenden 8 Jahre wiedergewählt.
Dallinger gab im Mai 2025 bekannt, bei der nächsten Wahl 2026 nicht mehr anzutreten.

## Weitere Ämter
- Vorsitzender des Verbands Region Rhein-Neckar (seit 2016)
- Mitglied des Vorstands des Vereins Zukunft Metropolregion Rhein-Neckar (seit 2015)
- Aufsichtsratsvorsitzender der GRN Gesundheitszentren Rhein-Neckar gGmbH, der AVR UmweltService GmbH und der Jugendeinrichtung Stift Sunnisheim gGmbH

## Auszeichnungen
- 2022: Ehrenring des Rhein-Neckar-Kreises

## Privates
Dallinger ist verheiratet, Vater zweier Kinder und lebt in Hirschberg an der Bergstraße.